# ووگ عربی
ووگ عربی نسخه خاورمیانه از مجله ووگ است. ووگ عربی در کشورهای گوناگون خاورمیانه توزیع شده‌است، از جمله لبنان ،عربستان سعودی، بحرین، قطر، کویت، عمان و امارات متحده عربی.
هنگامی که اولین جلد آن در مارس ۲۰۱۷ انتشار یافت، ووگ عربی به بیست و دومین نسخه از مجله ووگ بدل شد.
دینا الجهنی عبدالعزیز به عنوان سردبیر مجله ووگ عربی در اواخر سال ۲۰۱۶ از زمان راه‌اندازی مجله منصوب شد.

## پیشینه

### ۲۰۱۶
دینا الجهنی عبدالعزیز، شاهزاده سعودی، توسط کوند نست بین‌الملل، ناشر آن، به عنوان سردبیر این مجله ووگ عربی منصوب شده‌است.

### ۲۰۱۷–درحال حاضر
در ۱ مارس ۲۰۱۷، اولین جلد مجله با جیجی حدید مدل توسط اینز و وینوده تصویربرداری شد.